# Cimetière militaire canadien de Dieppe
Le cimetière militaire canadien de Dieppe, aussi appelé cimetière des Vertus, est un cimetière militaire de la Seconde Guerre mondiale, situé à Hautot-sur-Mer, dans le département de la Seine-Maritime, au sud-ouest de Dieppe en Normandie. Dans ce cimetière reposent principalement des soldats canadiens tués lors du raid de Dieppe du 19 août 1942.

## Histoire

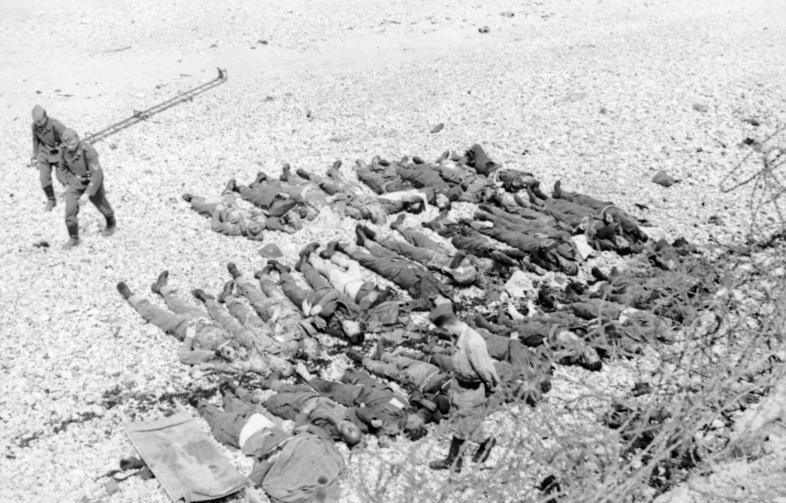
Corps de soldats canadiens sur la plage de Dieppe le 19 août 1942.

Un total de 944 soldats des forces alliées sont enterrés dans ce cimetière (761 identifiés), dont 707 Canadiens. D'autres soldats tués durant le raid de Dieppe sont enterrés à Rouen, où les soldats allemands avaient emmené les prisonniers et où certains sont morts de leurs blessures. D'autres enfin (blessés rembarqués) sont enterrés au cimetière de Brookwood (Angleterre),. 
Dans ce cimetière reposent également les restes d'une femme britannique, Mary Janet Climpson, officier de l'armée du Salut, tuée en 1940, et celle du pilote Dastur Rustom Nariman de la Royal Indian Air Force (12e Sqdn.), tué au-dessus de la Normandie le 31 août 1941 à 22 ans.
Ce cimetière allié est le seul à avoir été créé par les soldats allemands, car les Alliés se sont repliés en laissant les corps de leurs soldats. Les pierres tombales ont été placées dos-à-dos en longues et doubles rangées, ce qui est typique des cimetières allemands mais inhabituel dans les cimetières du Commonwealth. Quand Dieppe a été reprise en 1944, les Alliés ne modifièrent pas les tombes. Rénové en 1949, le cimetière est entretenu par le Commonwealth War Graves Commission.

## Localisation
Le cimetière militaire canadien de Dieppe est situé au sud de la ville (N27, rue des Canadiens puis rue des Jonquilles), sur la commune de Hautot-sur-Mer, à côté du hameau des Vertus de Saint-Aubin-sur-Scie. Il est géré par la Commission des sépultures de guerre du Commonwealth (CSGC).

## Sources et références
1. ↑  En raison de la proximité avec le lieu-dit des Vertus de la commune voisine de Saint-Aubin-sur-Scie : « Le cimetière des Vertus, un lieu de recueillement » sur le lieu de la ville de Dieppe.
2. ↑  Cimetière militaire canadien de Dieppe sur le site gouvernemental canadien des Anciens combattants.
3. 1 2  Présentation du cimetière de Dieppe sur le site du CWGC.
4. ↑  (en) « CWGC Casualty Details - DASTUR, RUSTOM NARIMAN », sur DASTUR, RUSTOM NARIMAN, Commonwealth War Graves Commission (consulté le 2 novembre 2015)
5. ↑  Présentation du mémorial de Dieppe sur le site d'Atout-France.